# استفان (ترانه)
«استفان» ترانه‌ای از کشا است. این ترانه در آلبوم حیوان (آلبوم کشا) قرار داشت.